# Vesterbro

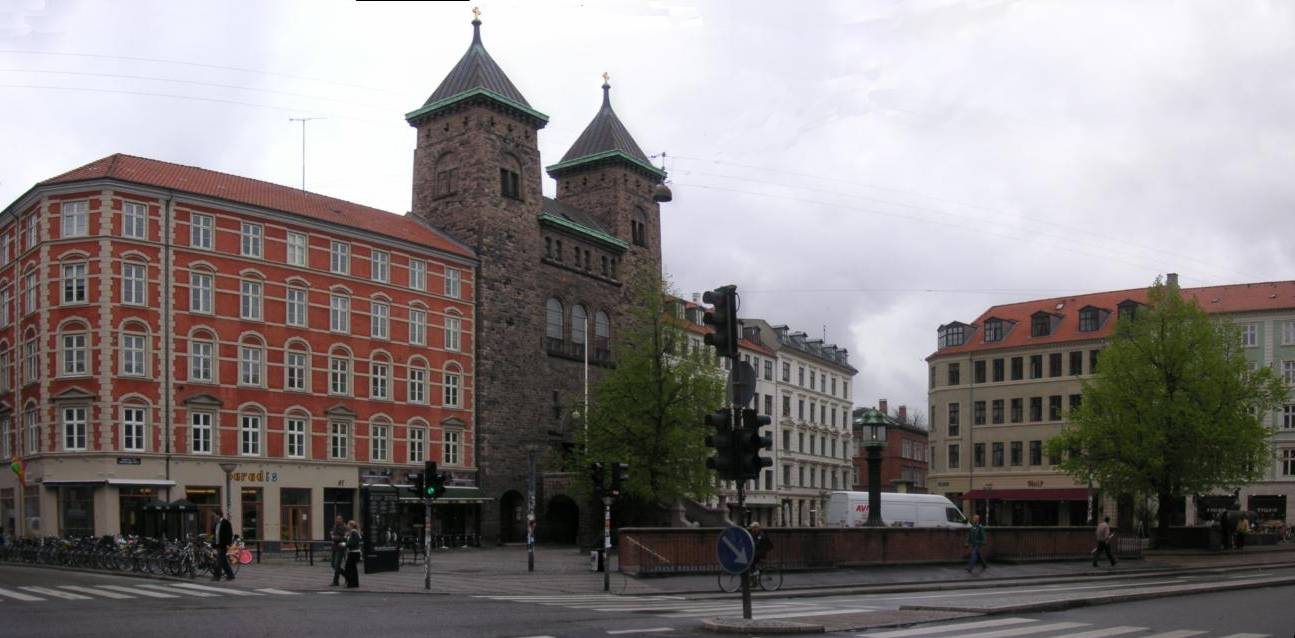
Az Eliaskirken a Vesterbro Torvon

Koppenhága 2008 előtti kerületei:
A: Indre By
B: Christianshavn
C: Indre Østerbro
D: Ydre Østerbro
E: Indre Nørrebro
F: Ydre Nørrebro
G: Bispebjerg
H: Vanløse
I: Brønshøj-Husum
J: Vesterbro
K: Kongens Enghave
L: Valby
M: Vestamager
N: Sundbyvester
O: Sundbyøster

Vesterbro (magyarul: nyugati híd) Koppenhága egyik városrésze. 2007-ig önálló kerület volt, azóta közigazgatásilag Vesterbro/Kongens Enghave kerülethez tartozik.

## Földrajz
Vesterbro a belvárostól délnyugatra helyezkedik el. Északról Frederiksberg község határolja (amely közigazgatásilag nem része Koppenhágának), nyugatról Valby, délnyugatról pedig Kongens Enghave. A tőle délre fekvő Vestamagertől a Sydhavnen (déli kikötő) választja el.

## Történelem
A városrész eredetileg Koppenhága nyugati elővárosa volt, amely a városfal nyugati kapuja (a Vesterport) előtt terült el. Nevét a várárkon átívelő hídról kapta.
A központhoz közel fekvő Vesterbróban az elmúlt években széles körű felújítások folytak, így népszerű lakóhelynek számít. Korábban rossz hírű környék volt, ahol a szegényebb rétegek laktak, és a prostitúció és a kábítószer-kereskedelem központja volt. Ezek valamilyen szinten a mai napig is megmaradtak, de a rendőrség súlyt fektetett a problémás területek megtisztítására, ami nem maradt hatástalan.
Jelenleg az egykori piroslámpás negyedet pezsgő kulturális élet és a kreativitás jellemzi.

## Turizmus
A városrészben jelentős idegenforgalmi látványosságok találhatók.
- Ny Carlsberg Glyptotek: a művészeti múzeum gyűjteményének alapja a sörgyár-alapító fiának magángyűjteménye képezi.
- Tivoli: a világ egyik legrégebbi és ma is népszerű vidámparkja.
- Tycho Brahe planetárium: az 1980-as évek végén épült planetárium.

## Fordítás
- Ez a szócikk részben vagy egészben az Vesterbro, Copenhagen című angol Wikipédia-szócikk ezen változatának fordításán alapul.  Az eredeti cikk szerkesztőit annak laptörténete sorolja fel. Ez a jelzés csupán a megfogalmazás eredetét és a szerzői jogokat jelzi, nem szolgál a cikkben szereplő információk forrásmegjelöléseként.